# 井尻村
井尻村（いじりむら）は、島根県能義郡にあった村。現在の安来市伯太町井尻、伯太町高江寸次、伯太町須山福富、伯太町日次、伯太町横屋、伯太町峠之内にあたる。

## 地理
- 河川：伯太川[1]

## 歴史
- 1889年（明治22年）4月1日、町村制の施行により、能義郡井尻町、市中屋村、高江寸次村、須山福富村、日次村、横屋村、峠之内村が合併して村制施行し、井尻村が発足[1][2]。
- 1952年（昭和27年）11月3日、能義郡安田村、母里村と合併し伯太村を新設して廃止された[1][2]。

### 地名の由来
当地方周辺で古くから井尻町が著名であったため。

## 産業
- 農業、畜産[1]